# Автошлях Р 36
Автошля́х Р 36 — автомобільний шлях регіонального значення на території України. Проходить територією Вінницької області через Немирів — Могилів-Подільський. Загальна довжина — 105,7 км.

## Маршрут
Автошлях проходить через такі населені пункти:
| Автошлях Р 36             |                 |
| Вінницька область         |                 |
| Немирівський район        |                 |
| Немирів                   | E50М12Р08Т 0221 |
| Мухівці                   |                 |
| Сокілець                  |                 |
| Тульчинський район        |                 |
| Печера                    |                 |
| Петрашівка                | Т 0222          |
| Шпиків                    | Т 0212          |
| Кленове                   |                 |
| Шаргородський район       |                 |
| Рахни Лісові              |                 |
| Джурин                    |                 |
| Хоменки                   | Т 0229          |
| Чернівецький район        |                 |
| Березівка                 | Т 0218          |
|                           | Т 0220          |
| Гонтівка                  |                 |
| Котлубаївка               |                 |
| Могилів-Подільський район |                 |
| Сонячне                   |                 |
| Могилів-Подільський       | E583М21Т 0202   |